# Antheua straminea
Antheua straminea är en fjärilsart som beskrevs av Herrich-Schäffer. Antheua straminea ingår i släktet Antheua och familjen tandspinnare. Inga underarter finns listade i Catalogue of Life.